# Tulsita (Teksas)
Tulsita je naseljeno mjesto za statističke potrebe u američkoj saveznoj državi Teksas. Prema popisu stanovništva iz 2010. u njemu je živjelo 14 stanovnika.